# Кустендорф (фестиваль)
Международный фестиваль кино и музыки «Кустендорф» (серб. Међународни филмски и музички фестивал Кустендорф) — ежегодный фестиваль, проходящий с 2008 года в этнодеревне Дрвенград, расположенной на границе Сербии с Боснией и Герцеговиной. Создателем и директором «Кустендорфа» является режиссёр Эмир Кустурица, он же является основателем деревни Дрвенград, которая благодаря фестивалю стала также известна как Кустендорф.

## Описание
Фестиваль проводится с 2008 года. Его организатором является принадлежащая Кустурице компания «Rasta International», фестиваль проходит под патронажем Министерства культуры правительства Сербии.
В программу фестиваля входит показ художественных фильмов и музыкальные представления. В категории коротких фильмов вручается главный приз кинофестиваля — «Золотое яйцо» (серб. Златно јаје), второй и третий призы — серебряное и бронзовые яйца. За лучшую операторскую работу вручается Приз Вилько Филача.
По словам Кустурицы, идея, которой он руководствовался, создавая Кустендорф, состояла в том, чтобы сделать фестиваль, свободный «от духа Голливуда», который он считает «идеологической машиной», полагая, что тот «оккупировал человечество потребительской глупостью» и представляет угрозу для авторского кино и кинематографа. Олицетворением этого духа, с которым методами буффонады борется Кустурица, на фестивале избран Брюс Уиллис. Так, на первом «Кустендорфе» были проведены ритуальные похороны всех серий фильма «Крепкий орешек», а на шестом — Кустурица победил Уиллиса в виртуальном поединке, после чего тот распался на попкорн.
Приглашаемые на фестиваль гости приезжают бесплатно. За время существования «Кустендорфа» его посетили Никита Михалков, Джим Джармуш, Джонни Депп, Аббас Киаростами, Ким Ки Дук, Чжан Имоу и другие кинематографисты.
С 2013 года фестиваль включает в себя не только кинематографическую, но и музыкальную программу.

## Лауреаты приза «Золотое яйцо»
| №  | Год  | Фильм                                   | Режиссёр                     |
| -- | ---- | --------------------------------------- | ---------------------------- |
| 1  | 2008 | «Между»                                 | Хосе Иглесиас                |
| 2  | 2009 | «Годог»                                 | Коки Хасеи                   |
| 3  | 2010 | «Потерянный рай»                        | Михал Брезис Одед Бинун      |
| 4  | 2011 | «Шанс»                                  | Соня Карпунина               |
| 5  | 2012 | «Деревня Алто Саус»                     | Фернандо Помарес             |
| 6  | 2013 | «Заикающаяся любовь»                    | Ян Царлевский                |
| 7  | 2014 | «Выставка»                              | Андрей Коленцик              |
| 8  | 2015 | «Морская звезда»                        | Джакомо Аббруццезе           |
| 9  | 2016 | «Вартбург»                              | Давид Борбаш                 |
| 10 | 2017 | «Шип»                                   | Михаэль Алалу                |
| 11 | 2018 | «Бонбона»                               | Ракана Маяси                 |
| 12 | 2019 | «All Inclusive»                         | Корина Швингрубер Илич       |
| 13 | 2020 | «The Christmas Gift»                    | Богдан Муресану              |
| 14 | 2021 | «Решение по делу К» «Право по рождению» | Езгир Анил Инбар Хореш       |
| 15 | 2022 | «Чистое небо»                           | Андрей Замосковный Игорь Цой |